# Таньйоне
Таньйоне (фр. Tagnone корс. Tagnone) — річка Корсики (Франція). Довжина 35,3 км, витік знаходиться на висоті 1 360  метрів над рівнем моря витікаючи з озера Пунта Палья (Punta Paglia ) (1528  м). Впадає в річку Тавіняно на висоті 2 метрів над рівнем моря.
Протікає через комуни: Веццані, Гізоні, Роспільяні, П'єтрозо, Агйоне, Ночета, Алерія і тече територією департаменту Верхня Корсика та його кантонами: Гізоні (Ghisoni), Веццані (Vezzani), Мота-Верде (Moïta-Verde).